# Oryzaephilus abeillei
Oryzaephilus abeillei es una especie de coleóptero de la familia Silvanidae.

## Distribución geográfica
Habita en Turquía,  Grecia, Siria  y en Israel.